# Tommendorf

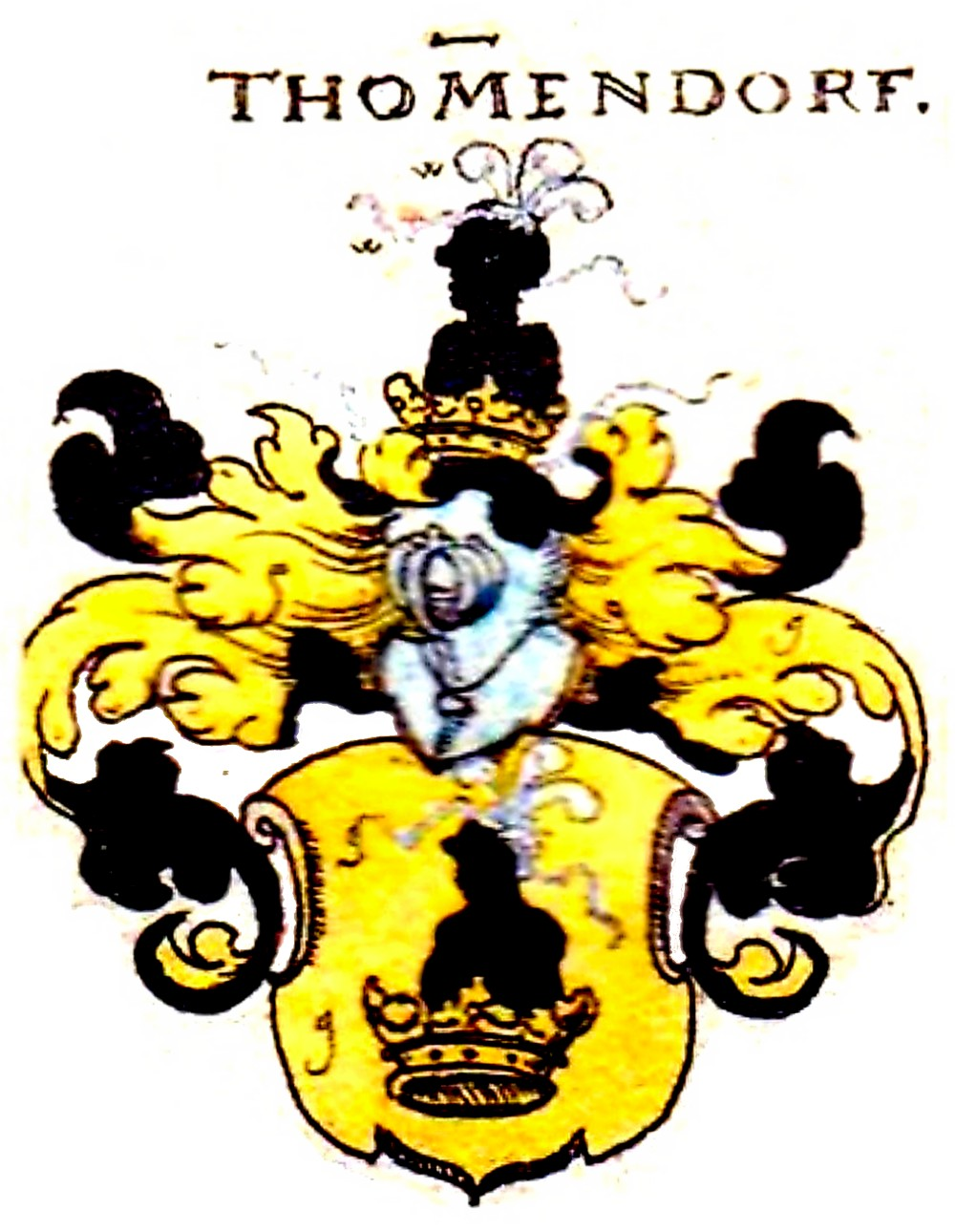
Wappen der Thommendorf in Siebmachers Wappenbuch, 1609

T(h)ommendorf, auch T(h)ummendorff bzw. von T(h)ommendorf und Bunzelwitz, war ein altes Patriziergeschlecht aus Schweidnitz, das in den Landadel aufging und im 18. Jahrhundert im Mannesstamm erloschen ist.

## Geschichte
Der Name könnte mit dem Ort Thommendorf bei Bunzlau in Verbindung stehen. Ob das Gut jemals in Besitz der hier beschriebenen Familie war, ist fraglich, ebenso eine Verwandtschaft zur gleichnamigen Liegnitzer Familie Thommendorf, aus denen 1390 Matthias und Nicolaus beurkundet sind. In Schweidnitz erscheint 1379 Nikolaus Thommendorf in einem Fundationsbrief. Als seinen Wohnort nennt das Stadtbuch von Schweidnitz 1396 „an der eckin in der Kapphingasse“ (spätere Köppenstraße). 1422 war Peter Thommendorf dort Schöffe. Als jüngster Sohn von Nikolaus Thommendorf († 1482) trat der bedeutende Chronist Wenzeslaus Thommendorf († 1522) in den geistlichen Stand. Nachdem er das Amt des Klerikers aufgab, wurde er 1484 Schöffe, 1485 königlicher Mannrechtsbeisitzer und 1486 Bürgermeister. In seinen in Deutsch und Latein verfassten Aufzeichnungen berichtete er u. a. von wichtigen geschichtlichen Ereignissen der Stadt, hauptsächlich aber über seine Familie. 1482 verkaufte Hieronymus Pförtner dem Wenzel und Niklas Tommendorf das Gut Bunzelwitz. Jedoch scheinen die Geschwister bereits ein Teil des Dorfes von ihrem Vater geerbt zu haben, worüber das Stadtbuch von Schweidnitz berichtet: „Ursula, Gattin des Jakob Monau hat sich geeinigt mit ihren Brüdern Wenzlel und Nickel wegen ihres väterlichen Angefälles an jenem Dorfe“. Wenzel Thommendorfs Haus an der Kupferschmiedstraßetrug trug noch 1525 seinen Namen. Auf seinem Epitaph steht die Inschrift:

„Anno a Christi unici mediatoris ac servatoris nostri nativitate MDXXI IV Id. Aprilis mortem obiit Wencesl. Thommendorf, vir de republica bene meritus justitiaeque amantissimus ae nulli sui ordinis prudentia sapientiaque secundus, adeo ut civis integerrimi atque incomparabilis, patriae denique parentis titulum optimo jure sibi vindicare potuerit“

Um 1527 dürfte Hieronymus Thommendorf die Güter seines verstorbenen Vaters übernommen zu haben. Nach einem gerichtlichen Vergleich erhielt er von seinen Vettern, den Niklas Tommendorfs Erben, auch ihren Anteil an Bunzelwitz, wodurch er zum alleinigen Eigentümer des Gutes wurde. Als Chronist führte er die Aufzeichnungen seines Vaters fort. 1530 bekleidete er das Amt des Kretschmer-Meisters, 1531 des Schöffen und königlichen Mannrechtsbeisitzers. 1542 fungierte er als zweiter Ratsherr bzw. Vizebürgermeister. Während des Schmalkaldischen Krieges vertrat er als Gesandter die Interessen des Fürstentum Schweidnitz in Prag. 1551 wählte man ihm zum Kirchenvater. Seine Tochter Hedwig Thommendorf († 1587) heiratete 1571 den Schweidnitzer Stadtphysikus Doktor med. Daniel Scheps (1534–1609), wodurch Bunzelwitz an dessen Familie kam. Daniel Scheps, ein Sohn des obersten Schweidnitzer Schöffenmeisters bzw. Bürgermeisters Kaspar Scheps († 1537) und der Catharina geb. Kobersbach († 1570), studierte in Wittenberg, Padua und Bologna, wo er auch promovierte. Aus Anlass der Hochzeit seines zukünftigen Schwagers Sebastian Thommendorf mit der Witwe des Breslauer Syndikus Vipertus Schwabe, verfasste er 1561 ein lateinisches Epithalamium. Nach dem Tod seines Schwiegervaters Hieronymus Tommendorf kaufte er auch die restlichen Anteile an Bunzelwitz von den zahlreichen Geschwister seiner Frau. Als Familienoberhaupt führte er auch die Thommendorf’sche Chronik bis zu seinem Tod fort. Die von Scheps persönlich für seine Frau verfasste Grabinschrift lautet:

„Hedwigis Tommendorfiana, deo, marito et filiolae chara, stirpis et avitae imago, amoris conjugalis solatium, oeconomiae plectrum, fortunae domesticae fulcrum, immedicabili morbo fessa in Christo placide quiescit. Id quaerenti insinuat Natal. MD XLVIII. XXV. Jan. Mors LXXXVII. V. Apr. Dr. Daniel Scepsius medicus et maritus cum lachrimis P(osuit). Scriptores rerum Silesiacarum, XI.“

Im 17. und 18. Jahrhundert bestand die im Landadel aufgehende Familie nur noch aus wenigen Gliedern. Gottfried von Tommendorf auf Dobrischau († 1622) vermählte sich mit Katharina († 1620) aus dem Breslauer Patriziergeschlecht Uthmann. Am 6. Mai 1652 verpachtete Ludmilla geb. von Gregersdorf, Witwe des Sigmund von Pfeil auf Jordansmühl das Gut Strachau für neun Jahre an Christoph von Tommendorf und Bunzelwitz auf Lobetinz. 1659 erscheint der wohl identische Christoph von Tommendorf auf Deutsch-Jägel im Weichbild Strehlen. 1728 war Franz Moritz von Tommendorf Herr auf Krolkwitz bei Freistadt im Fürstentum Glogau. Das Geschlecht dürfte nach 1750 erloschen sein.

## Besitzungen
- Bunzelwitz
- Deutsch-Jägel
- Dobrischau
- Krolkwitz
- Lobetinz
- Strachau

## Wappen
„Wappen: In Gold aus einer Krone wachsendes Mohrenbild mit abfliegender silberner Kopfbinde besteckt mit drei silbernen Straußenfedern. Kleinod: wie Schildfigur. Decken: schwarz-golden.“

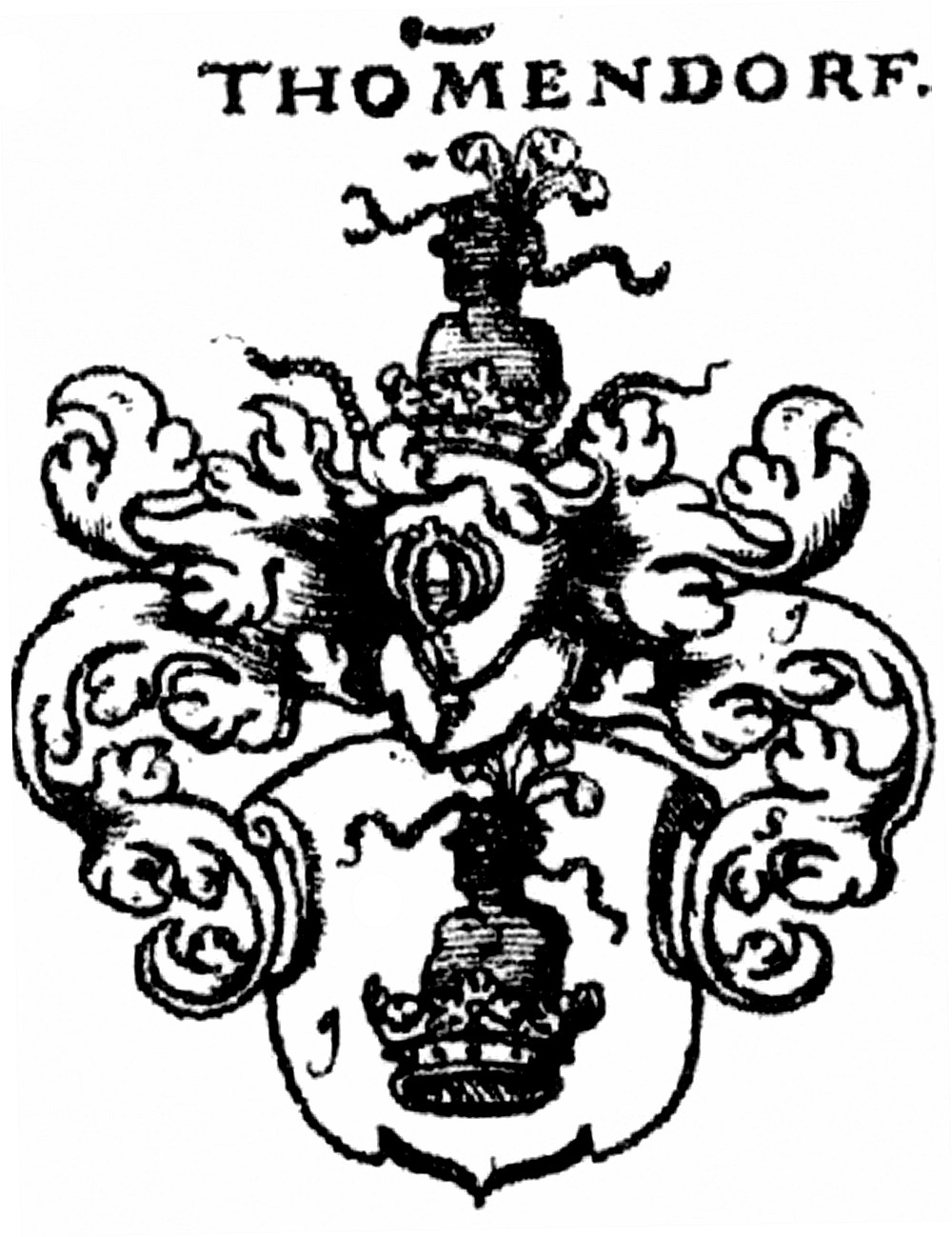
Wappen der Thomendorf in Siebmachers Wappenbuch, 1705
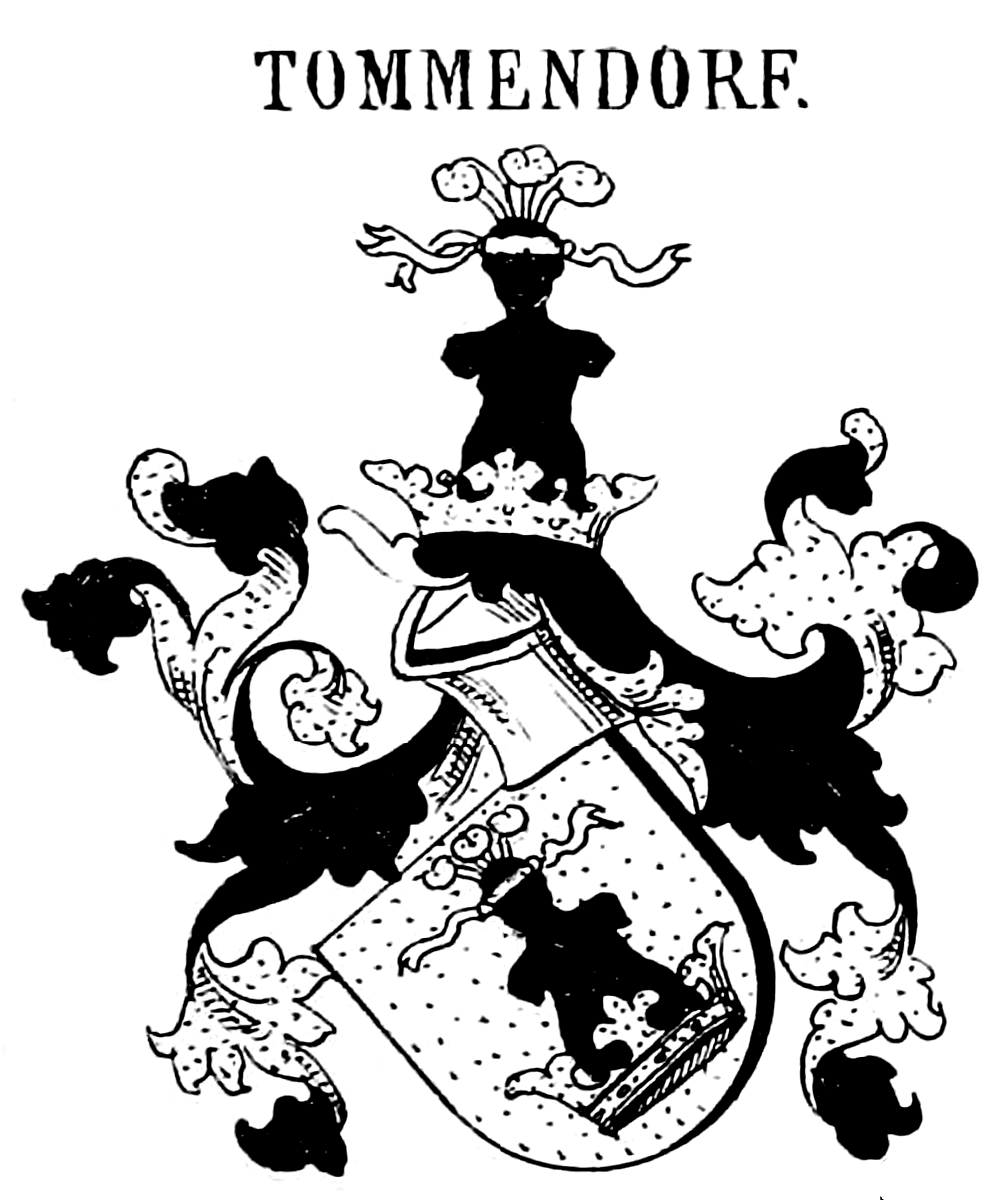
Abbildung in Siebmachers neuen Wappenbüchern, 1894

## Genealogie

### Hauptlinie
1. Nikolaus Thommendorf († 1482), ⚭ NN
  1. Andreas Thommendorf († 1483) starb an der Pest
  2. Nikolaus Thommendorf, ⚭ NN Kobersberg
    1. Martin Thommersdorf (1511–1591), 47 Jahre Ratsherr in Schweidnitz, ⚭ Barbara von Schindel
    2. Barbara Thommendorf, ⚭ Hieronymus Haunold, Patrizier in Breslau

  3. Wenzeslaus Thommendorf († 1521/22), Schöffe und Chronist, ⚭ 1483 Hedwig von Krickaw oder Lasar
    1. Hedwig Thommendorf (1485–1554), ⚭ NN von Schwobersdorff
    2. Sebastian Thommendorf (1488–1526), 1494 Schüler, 1503 Student in Krakau, 1506 Bakkalaureus, Doktor med. in Krumman
    3. Margaretha Thommendorf (1490–1491)
    4. Hieronymus Thommendorf (1492–1493)
    5. Margaretha Thommendorf (1498–1522), ⚭ 1519 Günther Stenzel
    6. Regina Thommendorf (1501–1509)
    7. Hieronymus Thommendorf (* 1504), Chronist und Vizebürgermeister, ⚭ in erster Ehe Agnes Schmidtgen
      1. Wenzeslaus Thommendorf (1529–1551), 1549 Magister in Wittenberg
      2. Stanislaus Thommendorf (1530–1550), 1550 Magister in Wittenberg, ⚭ Erasmus Freunds Tochter
      3. Hedwig Thommendorf (1532–1542)
      4. Hieronymus Thommendorf (*/† 1534)
      5. Anna Thommendorf (* 1536), ⚭ NN Reussener, Stadtschreiber in Löwenberg
      6. Sebastian Thommendorf (1537–1586), zog 1557 als Student von Görlitz nach Wittenberg, ⚭ 1561 die Witwe des Syndikus von Breslau Vipertus Schwabe, starb an der Pest
      7. Regina Thommendorf (1539–1581), ⚭ 1567 Wenzel Fischer
      8. Agnes Thommendorf (1541–1560), blieb unverheiratet
      9. Hedwig Thommendorf (1548–1587), ⚭ 1571 den Stadtphysikus von Schweidnitz Doktor med. Daniel Scheps (1532–1609)[8]
      10. Margaretha Thommendorf (1551–1598), ⚭ 1575 den Stadtphysikus von Jauer Doktor med. Georg Florschütz

  4. Barbara Thommendorf († 1483) starb an der Pest
  5. Ursula Thommendorf, ⚭ 1491 Jakob Monau

### Nebenlinie
1. Christoph von Tommendorf, ⚭ 1580 Catharina Bayer
  1. Nikolaus von Tommendorf, ⚭ Anna Kindler, verwitwete Eyserdorf
  2. Gottfried von Tommendorf, ⚭ Rosina von Oelhafen (1606–1652)
    1. Christoph von Tommendorf, k. k. Rittmeister, ⚭ NN von Loss